# مد فترة دراسية
مد الفترة الدراسية يعد مقترحًا مُقدمًا في الولايات المتحدة الأمريكية لزيادة عدد الساعات الإلزامية التي يقضيها الطالب كل أسبوع في المدرسة.
| | الأيام في السنة الدراسية (المتوسط) | إجمالي الساعات التعليمية | معدل الدرجات في الرياضيات، لعمر 15 سنة |
| أستراليا | 197                                | 815                      | 520                                    |
| البرازيل | 200                                | 800                      | 370                                    |
| الدانمارك | 200                                | 648                      | 513                                    |
| ألمانيا | 193                                | 758                      | 504                                    |
| إيطاليا | 167                                | 601                      | 462                                    |
| اليابان | 200                                | 600                      | 523                                    |
| لوكسمبورغ | 176                                | 642                      | 490                                    |
| المكسيك | 200                                | 1047                     | 406                                    |
| نيوزيلندا | 194                                | 968                      | 522                                    |
| النرويج | 190                                | 654                      | 490                                    |
| روسيا | 169                                | 845                      | 476                                    |
| كوريا الجنوبية | 204                                | 545                      | 547                                    |
| إسبانيا | 176                                | 713                      | 480                                    |
| الولايات المتحدة | 180                                | 1056                     | 476                                    |
| خرائط البيانات مأخوذة من عدد يوليو 2010 من رسم بياني في مقالة في مجلة تايم. "المصادر: أميريكان سوشيولوجيكال ريفيو؛ كارل إل الكسندر، جامعة جونز هوبكينز؛ منظمة التعاون والتنمية الاقتصادية؛ المركز الوطني لإحصائيات التعليم. أعد التقرير روتشيكا تولشيان." |                                    |                          |                                        |

في تقرير أعدته اللجنة القومية للتميز التربوي، بعنوان أمة في خطر، طرحت فيه التوقعات والمحتوى والوقت اللازم لتحسين التعليم الأمريكي. ومنذ ذلك الحين، أصبحت زيادة مقدار الوقت في المدارس الموضوع الأهم. وعلى مدى سنوات قليلة، شهد الاقتراح اهتمامًا جديدًا استجابة لقانون عدم إهمال أي طفل، مع عشرات المقترحات في مختلف أنحاء البلاد لتمديد العام الدراسي. في ديسمبر 2009، اقترح الرئيس أوباما مد مدارس الأطفال الأمريكية وقتها خلال الفصل الدراسي، إما من خلال إطالة اليوم الدراسي أو مد السنة الدراسية.
وفي عدد يوليو من مجلة تايم مقالة بها رسم بياني يوضح الطلاب في الولايات المتحدة الذين لديهم أعلى معدل لعدد الساعات التعليمية في تلك الدول المذكورة.
أسفرت دراسات متنوعة عن نتائج مختلفة على نطاق واسع فيما يتعلق بالارتباط الزمني بين الوقت الدراسي والتحصيل الأكاديمي. وتعد مدارس ماساتشوستس 2020 (Massachusetts 2020) والمدارس التابعة لها، والمركز الوطني للوقت والتعلم (National Center on Time & Learning)، موارد لمجموعة كبيرة من الولايات والمقاطعات، التي تسعى إلى تنفيذ مقترح تمديد وقت التعلم، وقد أطلقت العديد من هذه الولايات ـ ومنها أوكلاهوما وألاباما ورود آيلاند ـ مبادرات جديدة في عام 2010. وفي عام 2006، عملت مدرسة ماساتشوستس 2020 مع قادة ولاية ماساتشوستس لقيادة مبادرة تمديد وقت التعلم في ماساتشوستس، إذ كانت أول مبادرة على مستوى ولاية أمريكية لمد اليوم الدراسي. في 2010-2011، قامت 19 مدرسة في 10 مقاطعات بتنسيق جداول لمد اليوم الدراسي من خلال مد وقت التعلم بزيادة 300 ساعة خلال السنة الدراسية.
تشير الأبحاث إلى أن مد وقت التعلم يزيد من فاعلية العملية التعليمية بقدر التدخلات التعليمية الأخرى التي تهدف إلى التشجيع على التعلم مثل، زيادة جودة المعلم والحد من عدد الطلبة في الفصل. تشير أيضًا إلى أن الوقت المضاف المخصص للتعليم عالي الجودة يعود بالفائدة على وجه الخصوص على مجموعات معينة من الطلاب، مثل الطلاب ذوي الدخل المنخفض وغيرهم ممن لديهم فرص قليلة للتعلم خارج المدرسة. ويحذر الباحثون من أنه ليس كل الوقت الدراسي متساويًا. إذ توجد علاقة بين الوقت وزيادة التحصيل الدراسي فقط عندما يتم منح الطلبة المزيد من الوقت التعليمي ووقت التعلم الأكاديمي. وقد توصل باحثون آخرون إلى أن قضاء المزيد من الوقت في الفصل الدراسي سيؤثر قليلاً على معدل التحصيل الأكاديمي إذا لم يكن مصحوبًا بإصلاحات تعليمية أخرى. كما أنهم يشيرون إلى أن مفتاح المكاسب التعليمية للطلاب هو جودة المُعلم، وليس الوقت الذي يتم قضاؤه في المدرسة. وتعتبر بعض العائلات التي تدرس في المنزل أن هدف المقترح يستند إلى أخذ المزيد من الوقت من العائلة. إن التكلفة عامل آخر رئيسي، على الرغم من أن التكاليف مماثلة بالنسبة لكل طفل، إلا أنه من الصعب تطبيق ذلك على جميع الولايات بسبب الاختلافات الجغرافية وتكاليف المعيشة وقانون العمل واتحاد الولايات الشمالية، وما إلى ذلك. وفي عام 1990، تراوحت تقديرات التكاليف من 2.3 إلى 121.4 مليون دولار في اليوم الواحد، وهذا يتوقف على الولاية.

## كتابات أخرى
- The Pros and Cons of Year Round School. Is Going to Year Round School a Good Idea نسخة محفوظة 26 أبريل 2011 على موقع واي باك مشين.? By Amanda Morin نسخة محفوظة 13 أغسطس 2011 على موقع واي باك مشين..

‌